# コリオラン
序曲『コリオラン』（Ouvertüre zu „Coriolan“）作品62は、ルートヴィヒ・ヴァン・ベートーヴェンが1807年に作曲した演奏会用序曲。

## 作品について
この序曲は1807年の初め頃に作曲された演奏会用序曲で、恐らくごく短期間で完成したとされる。ベートーヴェンの友人で、ウィーンの宮廷秘書官を務め、また法律家で詩人でもあったハインリヒ・ヨーゼフ・フォン・コリンによる、古代ローマの英雄コリオラヌスを主人公にした戯曲『コリオラン』を見たときの感動が、作曲の動機となったという。物語は、古代ローマで大きな勢力を持っていたが政治上の意見の相違で追放されたコリオランが、隣国の将軍となり大軍とともにローマへの進攻に参加するものの、妻と母の献身的な忠告で再び祖国側についたので殺されてしまうというものである。献身的な妻が出てくるという点で、ベートーヴェン唯一のオペラ『フィデリオ』との類似が見られる。
この曲が書かれた1807年にベートーヴェンは、交響曲第4番、第5番、第6番の3つの交響曲やピアノ協奏曲第4番、ヴァイオリン協奏曲のピアノ編曲版などを作曲したが、こうした多忙な中でこの序曲が一気に書かれたという。特に第5交響曲の第1楽章とは同じハ短調、アレグロ・コン・ブリオである他、動機の執拗な展開など類似点が多く見出せる。曲はコリンに献呈された。

## 楽器編成
- 木管楽器:フルート2、オーボエ2、クラリネット2、ファゴット2
- 金管楽器:ホルン2、トランペット2
- その他:ティンパニ、弦五部

## 構成
アレグロ・コン・ブリオ、ハ短調、4分の4拍子。ソナタ形式。
ベートーヴェンらしい打撃的な激しい冒頭部で始まる。すぐに暗いが行動的な感じの第1主題が続く。この主題は傲慢かつ情熱的な主人公の性格を表現しているといわれている。（この主題はハイドンの交響曲第39番ト短調の第1楽章第1主題に似ている）第2主題は主人公を憂える妻とも比せられる柔らかいものだが、緊張は持続されたままで、再び第1主題をベースに悲劇的な色を濃くしていく。第1主題の動機が伴奏に回っている中そのまま展開部に移行する。展開部は提示部のコデッタと類似したもので、ベートーヴェンの交響曲のそれよりは変化に乏しいものの力強く劇的である。冒頭の打撃を迎えて再現部に入る。再現部はほぼ型どおりに進むが、突然切れてコーダとなる。コーダは第2主題で始まり、提示部と同じ展開で悲劇色を強めたのち、冒頭の打撃が堰き止めるように三たび立ち現れ、そのあと息も絶え絶えとなった第1主題で曲は終わる。